# Гімн Афганістану
Гімн Афганіста́ну — ملي سرود (міллі суруд) офіційно прийнятий у травні 2006 року. Слова написав Абдул Барі Джагані, музику — Бабрак Васса.

## Слова
دا وطن افغانستان دى
دا عزت د هر افغان دى
كور د سولې، كور د تورې
هر بچى يې قهرمان دى
دا وطن د ټولو كور دى
د بلوچو، د ازبكو
د پــښــتون او هزارهوو
د تركمنو، د تاجكو
ور سره عرب، ګوجر دي
پاميريان، نورستانيان
براهوي دي، قزلباش دي
هم ايماق، هم پشايان
دا هيواد به تل ځلېږي
لكه لمر پر شنه آسمان
په سينې كې د آسيا به
لكه زړه وي جاويدان
نوم د حق مو دى رهبر
وايو الله اكبر
وايو الله اكبر

وايو الله اكبر

## Переклад українською
Ця земля — Афганістан,
Їй пишається кожен афганець.
Земля світу, земля меча, 
Всі її сини мужні.
Це країна кожного племені, 
Країна белуджів і узбеків, 
Пуштунів і хазарейців, 
Туркменів і таджиків;
З ними араби і гуджари, 
Памірці, нуристанці, 
Брагуї і кизилбаші, 
Аймаки і пашаї. 
Ця земля буде вічно сяяти, Як Сонце у блакитному небі.
У грудях Азії
Вона залишиться як серце назавжди.
Ми будемо слідувати єдиному Богові, 
Всі ми скажемо «Бог великий!»,
Всі ми скажемо «Бог великий!»,

Всі ми скажемо «Бог великий!».